# Gissac
Gissac est une commune française située dans le département de l'Aveyron, en région Occitanie. Elle appartient à la communauté de communes du Rougier de Camarès.
Le patrimoine architectural de la commune comprend un immeuble protégé au titre des monuments historiques : le château de Montaigut, inscrit en 1987.

## Géographie

### Localisation
La commune de Gissac se trouve entre les vallées de la Sorgues, du Dourdou et du Grauzou (où ce dernier prend sa source), à une vingtaine de kilomètres au sud de Saint-Affrique.

### Communes limitrophes
Les communes limitrophes sont  Camarès, Montlaur, Saint-Affrique, Saint-Félix-de-Sorgues, Sylvanès, Vabres-l'Abbaye et Versols-et-Lapeyre.

### Hydrographie

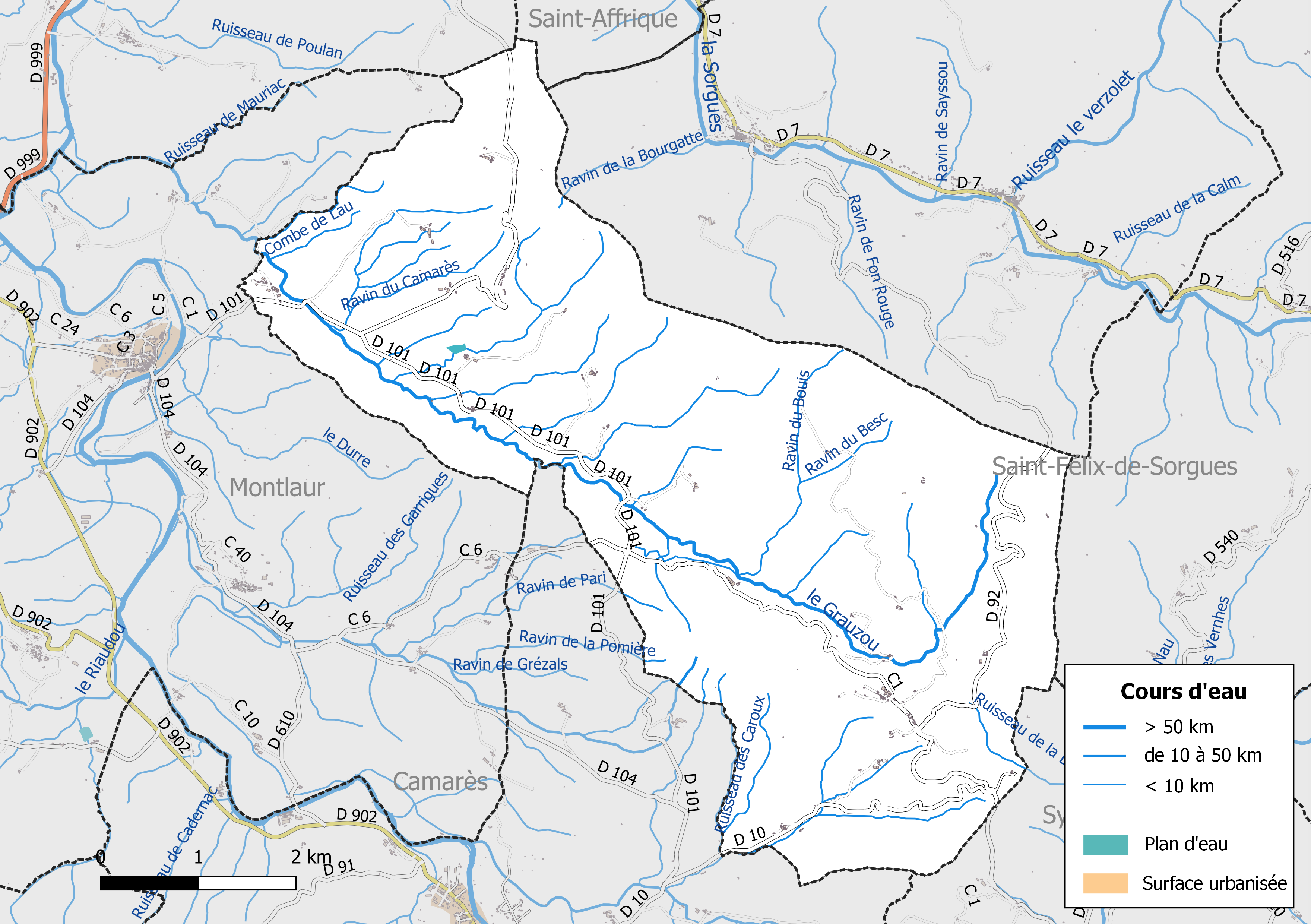
Réseaux hydrographique et routier de Gissac.

La commune est drainée par le Grauzou, le ruisseau de Gommaric, Combe de Lau, ravin d'aygue lébade, le ravin de Fruscas, le ravin de la Bourgatte, le ravin de la Pomière, le ravin de Pari, le ravin des Combes, le ravin du Besc, le ravin du Bouis, le ravin du Camarès, le ravin du Rec Grand, le ruisseau d'Andabre, par divers petits cours d'eau.
Le Grauzou, d'une longueur totale de 14,1 km, prend sa source dans la commune de Gissac et se jette  dans le Dourdou de Camarès à Vabres-l'Abbaye, après avoir arrosé 4 communes.

### Climat
Pour des articles plus généraux, voir Climat de l'Occitanie et Climat de l'Aveyron.
En 2010, le climat de la commune est de type climat du Bassin du Sud-Ouest, selon une étude s'appuyant sur une série de données couvrant la période 1971-2000. En 2020, Météo-France publie une typologie des climats de la France métropolitaine dans laquelle la commune est exposée à un climat de montagne et est dans la région climatique Sud-est du Massif Central, caractérisée par une pluviométrie annuelle de 1 000 à 1 500 mm, minimale en été, maximale en automne.
Pour la période 1971-2000, la température annuelle moyenne est de 11,2 °C, avec une amplitude thermique annuelle de 15,7 °C. Le cumul annuel moyen de précipitations est de 1 152 mm, avec 11 jours de précipitations en janvier et 4,8 jours en juillet. Pour la période 1991-2020, la température moyenne annuelle observée sur la station météorologique la plus proche, située sur la commune de Brusque à 9 km à vol d'oiseau, est de 11,0 °C et le cumul annuel moyen de précipitations est de 1 103,3 mm,. Pour l'avenir, les paramètres climatiques de la commune estimés pour 2050 selon différents scénarios d'émission de gaz à effet de serre sont consultables sur un site dédié publié par Météo-France en novembre 2022.

### Milieux naturels et biodiversité

#### Espaces protégés
La protection réglementaire est le mode d’intervention le plus fort pour préserver des espaces naturels remarquables et leur biodiversité associée.
Dans ce cadre, la commune fait partie d'un espace protégé, le Parc naturel régional des Grands Causses, créé en 1995 et d'une superficie de 327 937 ha, s'étend sur 97 communes. Ce territoire rural habité, reconnu au niveau national pour sa forte valeur patrimoniale et paysagère, s’organise autour d’un projet concerté de développement durable, fondé sur la protection et la valorisation de son patrimoine,,.

#### Zones naturelles d'intérêt écologique, faunistique et floristique
L’inventaire des zones naturelles d'intérêt écologique, faunistique et floristique (ZNIEFF) a pour objectif de réaliser une couverture des zones les plus intéressantes sur le plan écologique, essentiellement dans la perspective d’améliorer la connaissance du patrimoine naturel national et de fournir aux différents décideurs un outil d’aide à la prise en compte de l’environnement dans l’aménagement du territoire.
Le territoire communal de Gissac comprend deux ZNIEFF de type 1,, 
les « Ravins autour de Campalviès » (920,3 ha), couvrant 3 communes du département
et le « Rougier du camp de la Lèbre » (7,4 ha), couvrant 2 communes du département
et une ZNIEFF de type 2,, 
le « Rougier de Camarès » (56 714 ha), qui s'étend sur 33 communes dont 32 dans l'Aveyron et 1 dans l'Hérault.

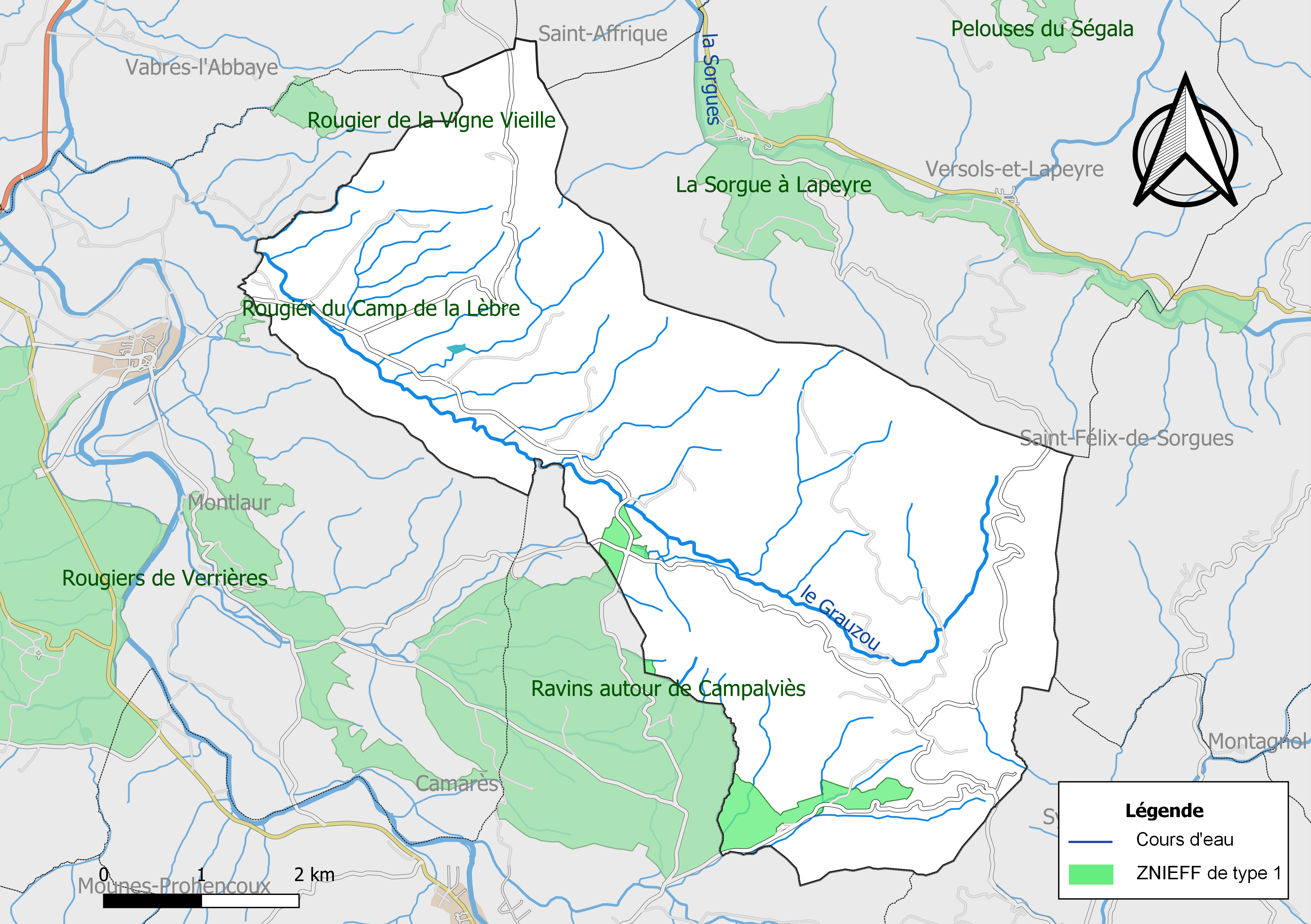
Carte des ZNIEFF de type 1 de la commune.
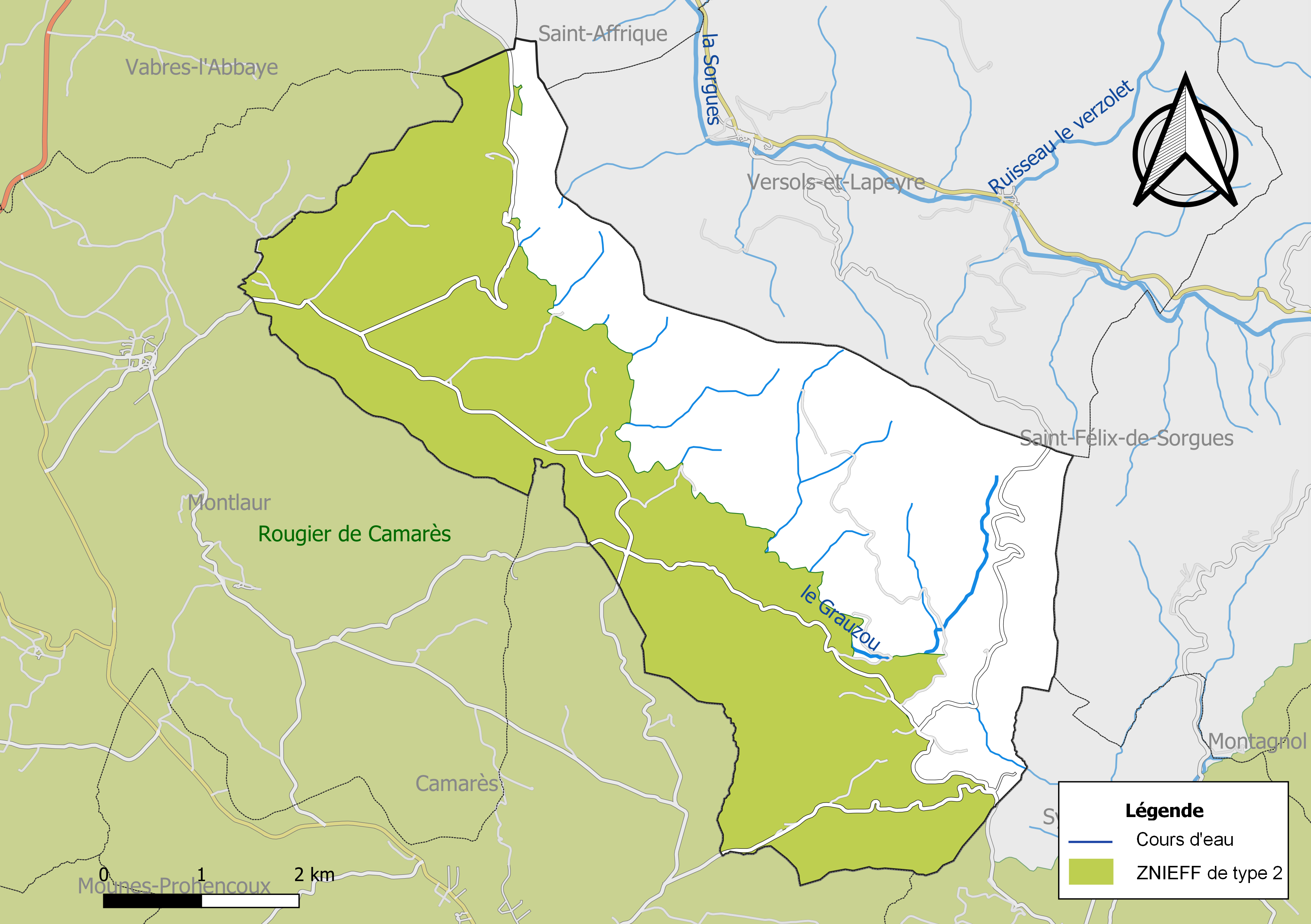
Carte de la ZNIEFF de type 2 de la commune.

## Urbanisme

### Typologie
Au 1er janvier 2024, Gissac est catégorisée commune rurale à habitat très dispersé, selon la nouvelle grille communale de densité à 7 niveaux définie par l'Insee en 2022.
Elle est située hors unité urbaine. Par ailleurs la commune fait partie de l'aire d'attraction de Saint-Affrique, dont elle est une commune de la couronne,. Cette aire, qui regroupe 16 communes, est catégorisée dans les aires de moins de 50 000 habitants,.

### Occupation des sols

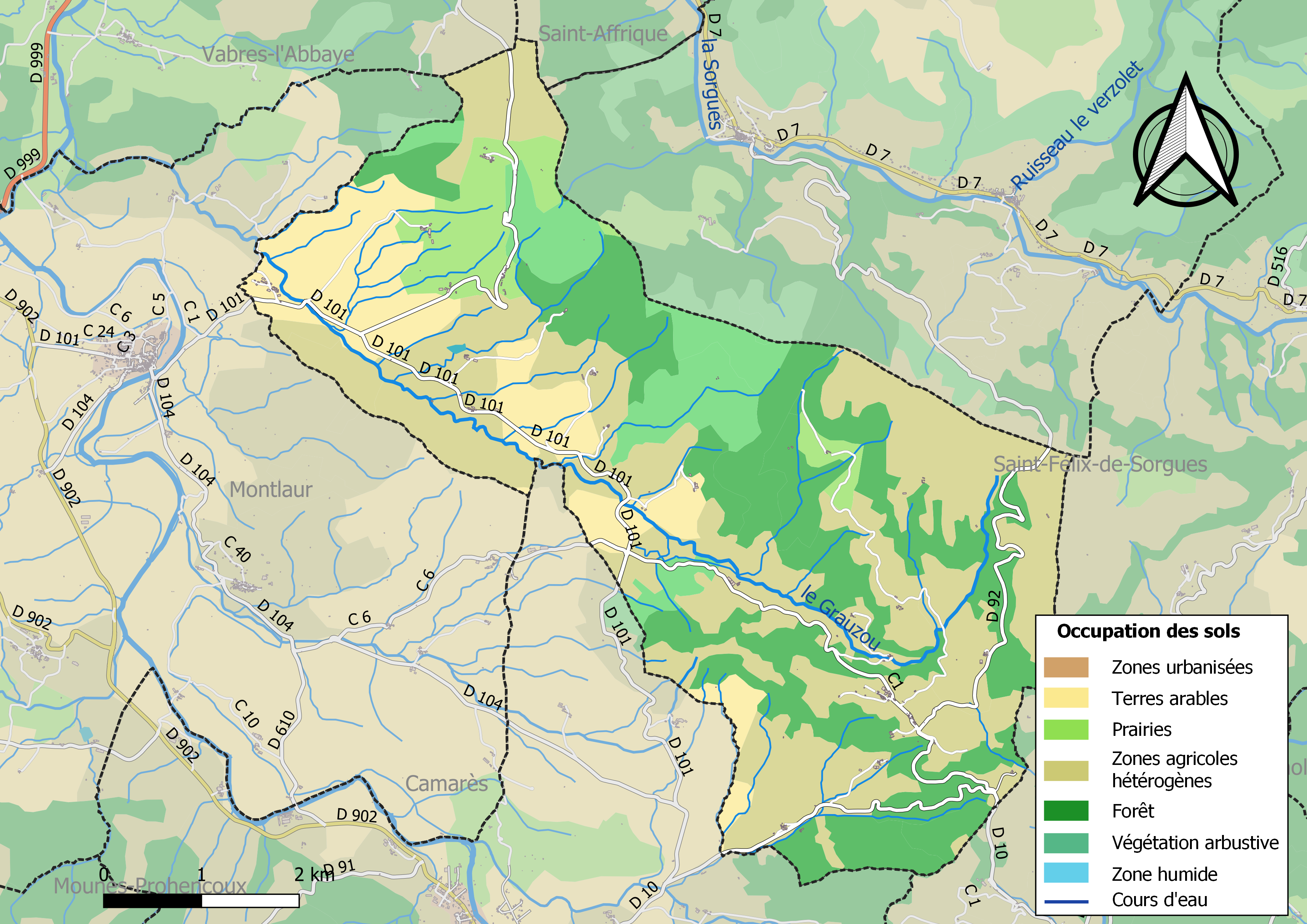
Infrastructures et occupation des sols de la commune de Gissac.

L'occupation des sols de la commune, telle qu'elle ressort de la base de données européenne d’occupation biophysique des sols Corine Land Cover (CLC), est marquée par l'importance des territoires agricoles (62,6 % en 2018), en diminution par rapport à 1990 (65,1 %). La répartition détaillée en 2018 est la suivante : 
zones agricoles hétérogènes (41,4 %), forêts (31,9 %), terres arables (15,3 %), prairies (5,9 %), milieux à végétation arbustive et/ou herbacée (5,5 %).

### Planification
La loi SRU du 13 décembre 2000 a incité fortement les communes à se regrouper au sein d’un établissement public, pour déterminer les partis d’aménagement de l’espace au sein d’un SCoT, un document essentiel d’orientation stratégique des politiques publiques à une grande échelle. La commune est dans le territoire du SCoT du Parc naturel régional des Grands Causses, approuvé le vendredi 7 juillet 2017 par le comité syndical et mis à l’enquête publique en décembre 2019. La structure porteuse est le Pôle d'équilibre territorial et rural du PNR des Grands Causses, qui associe huit communautés de communes, notamment la communauté de communes Monts, Rance et Rougier, dont la commune est membre.
La commune, en 2017, avait engagé l'élaboration d'un plan local d'urbanisme.

### Risques majeurs
Le territoire de la commune de Gissac est vulnérable à différents aléas naturels : climatiques (hiver exceptionnel ou canicule), feux de forêts et séisme (sismicité très faible).
Il est également exposé à deux risques particuliers, les risques radon et minier,.

#### Risques naturels
Le Plan départemental de protection des forêts contre les incendies découpe le département de l’Aveyron en sept « bassins de risque » et définit une sensibilité des communes à l’aléa feux de forêt (de faible à très forte). La commune est classée en sensibilité forte.
Les mouvements de terrains susceptibles de se produire sur la commune sont liés à la présence de cavités souterraines localisées sur la commune,.

#### Risques particuliers
La commune est concernée par le risque minier, principalement lié à l’évolution des cavités souterraines laissées à l’abandon et sans entretien après l’exploitation des mines.
Dans plusieurs parties du territoire national, le radon, accumulé dans certains logements ou autres locaux, peut constituer une source significative d’exposition de la population aux rayonnements ionisants. Toutes les communes du département sont concernées par le risque radon à un niveau plus ou moins élevé. Selon le dossier départemental des risques majeurs du département établi en 2013, la commune de Gissac est classée à risque moyen à élevé. Un décret du 4 juin 2018 a modifié la terminologie du zonage définie dans le code de la santé publique et a été complété par un arrêté du 27 juin 2018 portant délimitation des zones à potentiel radon du territoire français. La commune est désormais en zone 3, à savoir zone à potentiel radon significatif.

## Histoire
- Site occupé à l'époque romaine.
- Le village s'appelait Jenciacium (1133).

## Politique et administration

### Découpage territorial
La commune de Gissac est membre de la communauté de communes Monts, Rance et Rougier, un établissement public de coopération intercommunale (EPCI) à fiscalité propre créé le 1er janvier 2017 dont le siège est à Belmont-sur-Rance. Ce dernier est par ailleurs membre d'autres groupements intercommunaux.
Sur le plan administratif, elle est rattachée à l'arrondissement de Millau, au département de l'Aveyron et à la région Occitanie. Sur le plan électoral, elle dépend du  canton des Causses-Rougiers pour l'élection des conseillers départementaux, depuis le redécoupage cantonal de 2014 entré en vigueur en 2015, et de la troisième circonscription de l'Aveyron  pour les élections législatives, depuis le dernier découpage électoral de 2010.

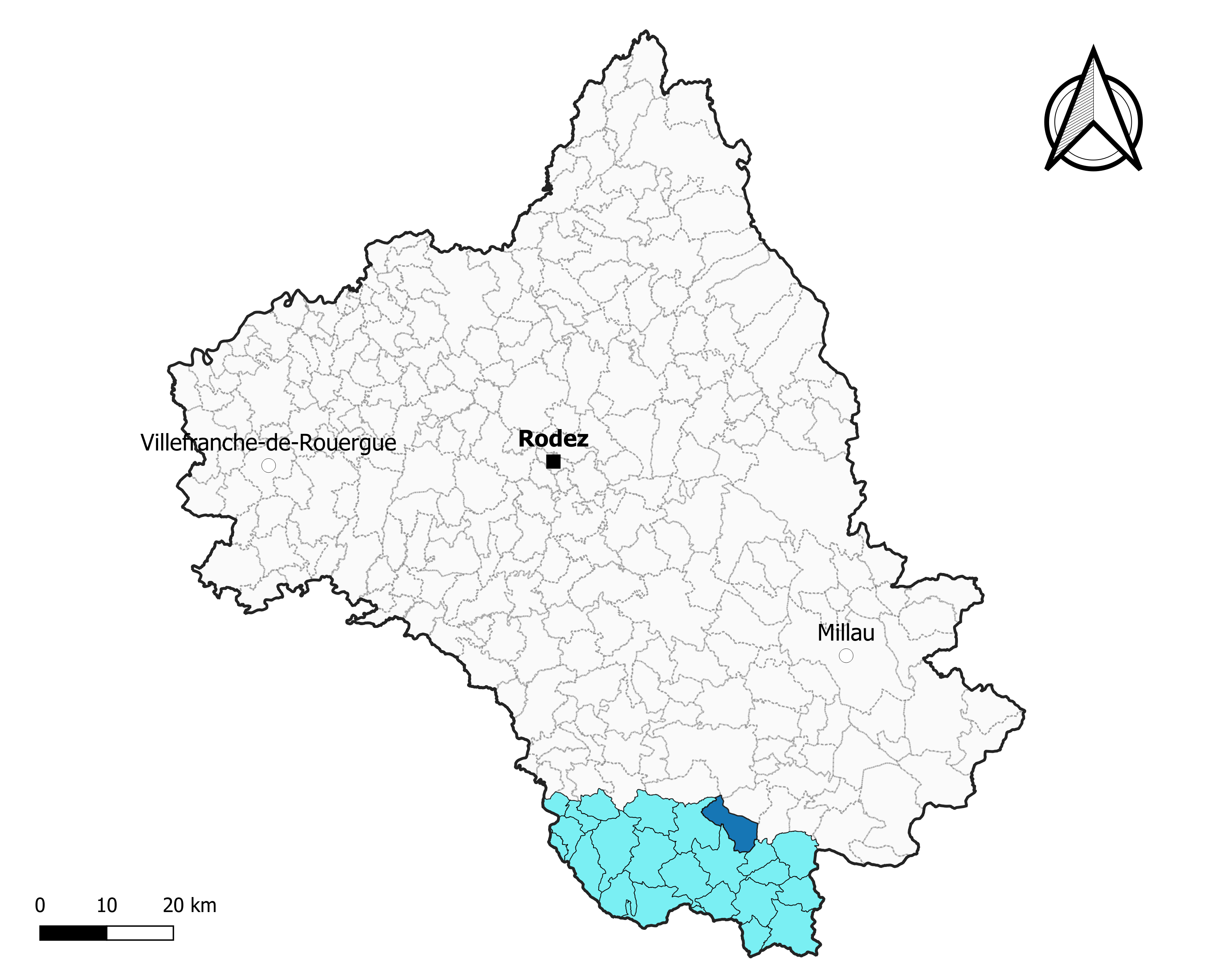
Gissac dans l'intercommunalité en 2020.
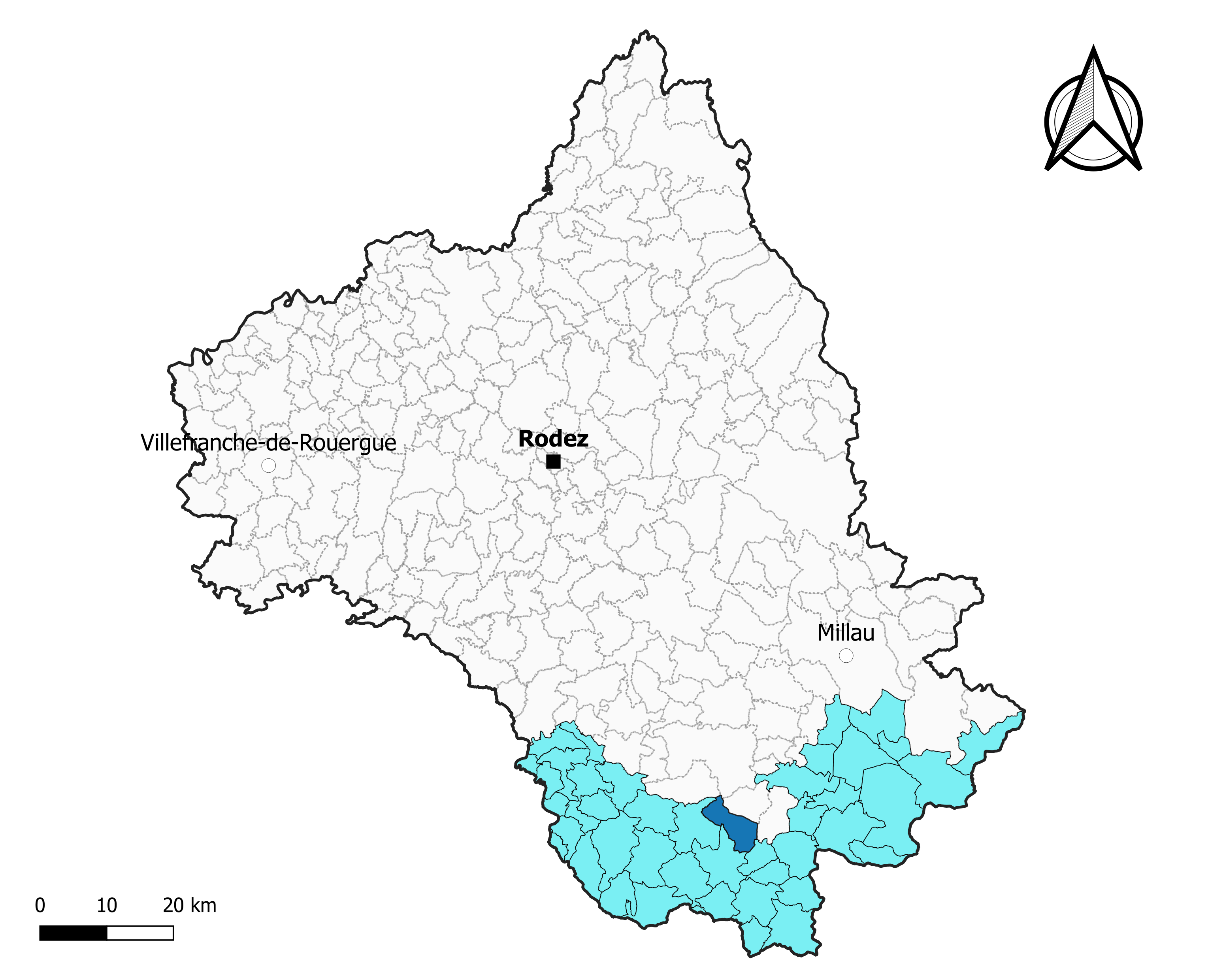
Gissac dans le canton des Causses-Rougiers en 2020.
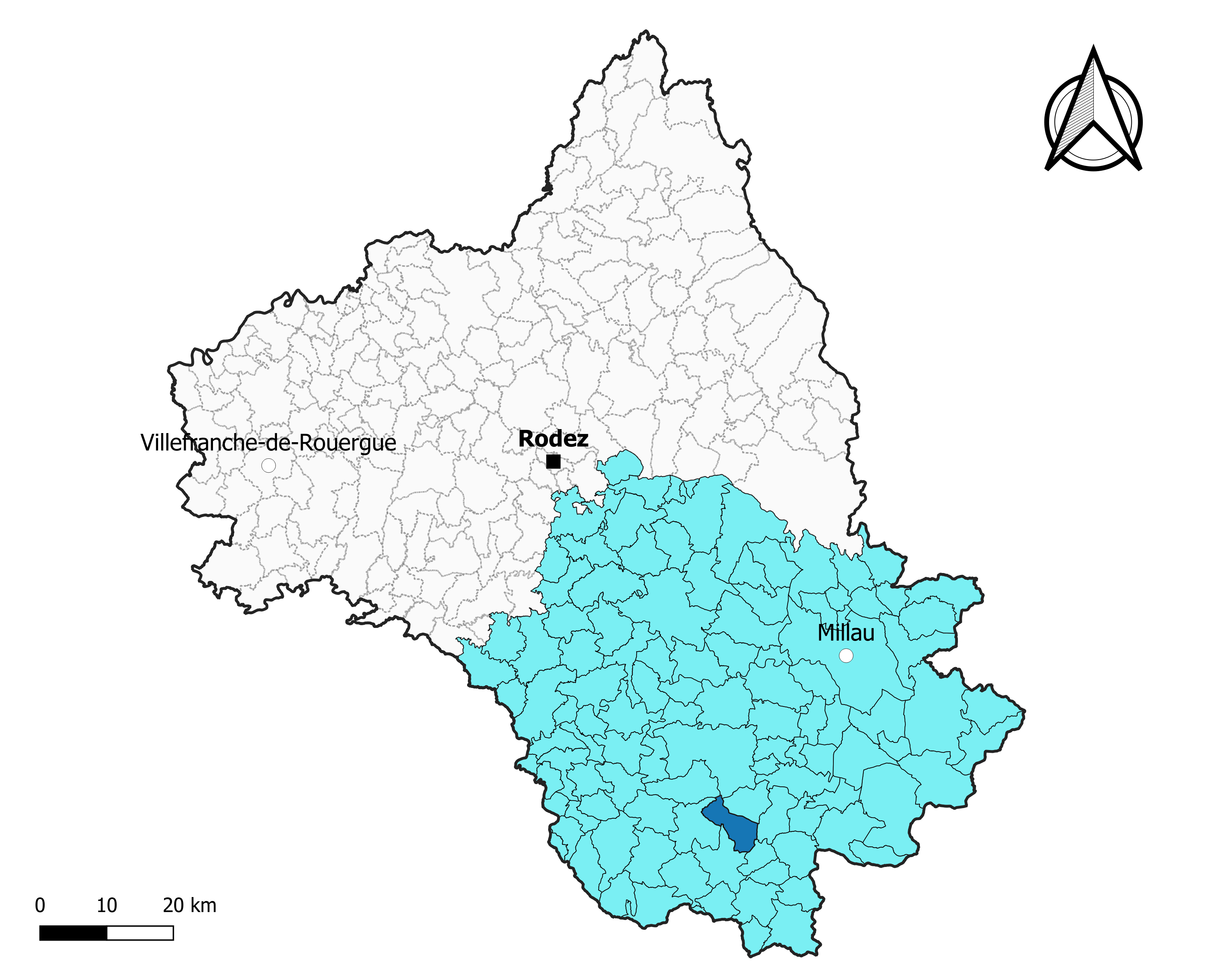
Gissac dans l'arrondissement de Millau en 2020.

### Élections municipales et communautaires

#### Élections de 2020
Le conseil municipal de Gissac, commune de moins de 1 000 habitants, est élu au scrutin majoritaire plurinominal à deux tours avec candidatures isolées ou groupées et possibilité de panachage. Compte tenu de la population communale, le nombre de sièges à pourvoir lors des élections municipales de 2020 est de 11. La totalité des onze candidats en lice est élue dès le premier tour, le 15 mars 2020, avec un taux de participation de 57,29 %.
Michel Arvieu, maire sortant, est réélu pour un nouveau mandat le 23 mai 2020.
Dans les communes de moins de 1 000 habitants, les conseillers communautaires sont désignés parmi les conseillers municipaux élus en suivant l’ordre du tableau (maire, adjoints puis conseillers municipaux) et dans la limite du nombre de sièges attribués à la commune au sein du conseil communautaire. Un siège est attribué à la commune au sein de la communauté de communes Monts, Rance et Rougier.

#### Liste des maires
| Période                                  | Période  | Identité       | Étiquette | Qualité                       |
| ---------------------------------------- | -------- | -------------- | --------- | ----------------------------- |
| avant 1988                               | ?        | René Boudes    |           |                               |
| 1989                                     | 2014     | Roger Cremien  |           | Enseignant retraité           |
| mars 2014                                | En cours | Michel Arvieu, |           | Ancien agriculteur exploitant |
| Les données manquantes sont à compléter. |          |                |           |                               |

## Démographie
L'évolution du nombre d'habitants est connue à travers les recensements de la population effectués dans la commune depuis 1793. Pour les communes de moins de 10 000 habitants, une enquête de recensement portant sur toute la population est réalisée tous les cinq ans, les populations de référence des années intermédiaires étant quant à elles estimées par interpolation ou extrapolation. Pour la commune, le premier recensement exhaustif entrant dans le cadre du nouveau dispositif a été réalisé en 2008.

En 2022, la commune comptait 96 habitants, en évolution de −8,57 % par rapport à 2016 (Aveyron : +0,37 %, France hors Mayotte : +2,11 %).
| 1793 | 1800 | 1821 | 1831 | 1836 | 1841 | 1846 | 1851 | 1856 |
| ---- | ---- | ---- | ---- | ---- | ---- | ---- | ---- | ---- |
| 165  | 159  | 816  | 809  | 388  | 410  | 405  | 392  | 397  |

| 1861 | 1866 | 1872 | 1876 | 1881 | 1886 | 1891 | 1896 | 1901 |
| ---- | ---- | ---- | ---- | ---- | ---- | ---- | ---- | ---- |
| 420  | 410  | 431  | 440  | 446  | 432  | 438  | 345  | 307  |

| 1906 | 1911 | 1921 | 1926 | 1931 | 1936 | 1946 | 1954 | 1962 |
| ---- | ---- | ---- | ---- | ---- | ---- | ---- | ---- | ---- |
| 334  | 320  | 245  | 255  | 254  | 243  | 208  | 184  | 154  |

| 1968 | 1975 | 1982 | 1990 | 1999 | 2006 | 2008 | 2013 | 2018 |
| ---- | ---- | ---- | ---- | ---- | ---- | ---- | ---- | ---- |
| 146  | 117  | 152  | 139  | 97   | 110  | 114  | 106  | 101  |

| 2022 | - | - | - | - | - | - | - | - |
| ---- | - | - | - | - | - | - | - | - |
| 96   | - | - | - | - | - | - | - | - |

## Économie

### Emploi
| Division       | 2008  | 2013  | 2018  |
| -------------- | ----- | ----- | ----- |
| Commune        | 2,6 % | 1,6 % | 1,7 % |
| Département    | 5,4 % | 7,1 % | 7,1 % |
| France entière | 8,3 % | 10 %  | 10 %  |

En 2018, la population âgée de 15 à 64 ans s'élève à 59 personnes, parmi lesquelles on compte 86,4 % d'actifs (84,7 % ayant un emploi et 1,7 % de chômeurs) et 13,6 % d'inactifs,. Depuis 2008, le taux de chômage communal (au sens du recensement) des 15-64 ans est inférieur à celui de la France et du département.
La commune fait partie de la couronne de l'aire d'attraction de Saint-Affrique, du fait qu'au moins 15 % des actifs travaillent dans le pôle,. Elle compte 44 emplois en 2018, contre 39 en 2013 et 45 en 2008. Le nombre d'actifs ayant un emploi résidant dans la commune est de 50, soit un indicateur de concentration d'emploi de 87,3 % et un taux d'activité parmi les 15 ans ou plus de 57,3 %.
Sur ces 50 actifs de 15 ans ou plus ayant un emploi, 25 travaillent dans la commune, soit 50 % des habitants. Pour se rendre au travail, 72 % des habitants utilisent un véhicule personnel ou de fonction à quatre roues, 2 % les transports en commun, 12 % s'y rendent en deux-roues, à vélo ou à pied et 14 % n'ont pas besoin de transport (travail au domicile).

### Activités hors agriculture
9 établissements sont implantés  à Gissac au 31 décembre 2019.
Le secteur du commerce de gros et de détail, des transports, de l'hébergement et de la restauration est prépondérant sur la commune puisqu'il représente 44,4 % du nombre total d'établissements de la commune (4 sur les 9 entreprises implantées  à Gissac), contre 27,5 % au niveau départemental.

### Agriculture
|               | 1988  | 2000  | 2010  | 2020  |
| ------------- | ----- | ----- | ----- | ----- |
| Exploitations | 15    | 13    | 9     | 9     |
| SAU (ha)      | 1 381 | 1 534 | 1 520 | 1 665 |

La commune est dans les Monts de Lacaune, une petite région agricole occupant le sud du département de l'Aveyron. En 2020, l'orientation technico-économique de l'agriculture  sur la commune est l'élevage d'ovins ou de caprins. Neuf exploitations agricoles ayant leur siège dans la commune sont dénombrées lors du recensement agricole de 2020 (15 en 1988). La superficie agricole utilisée est de 1 665 ha,,.

## Culture locale et patrimoine

### Château de Montaigut

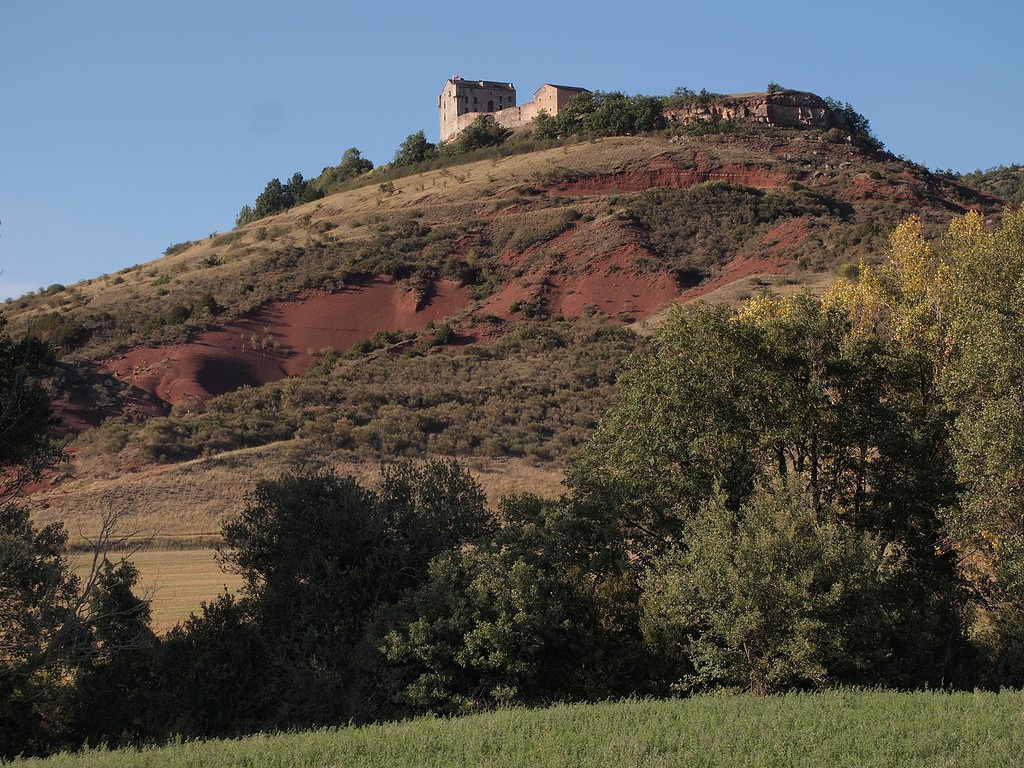
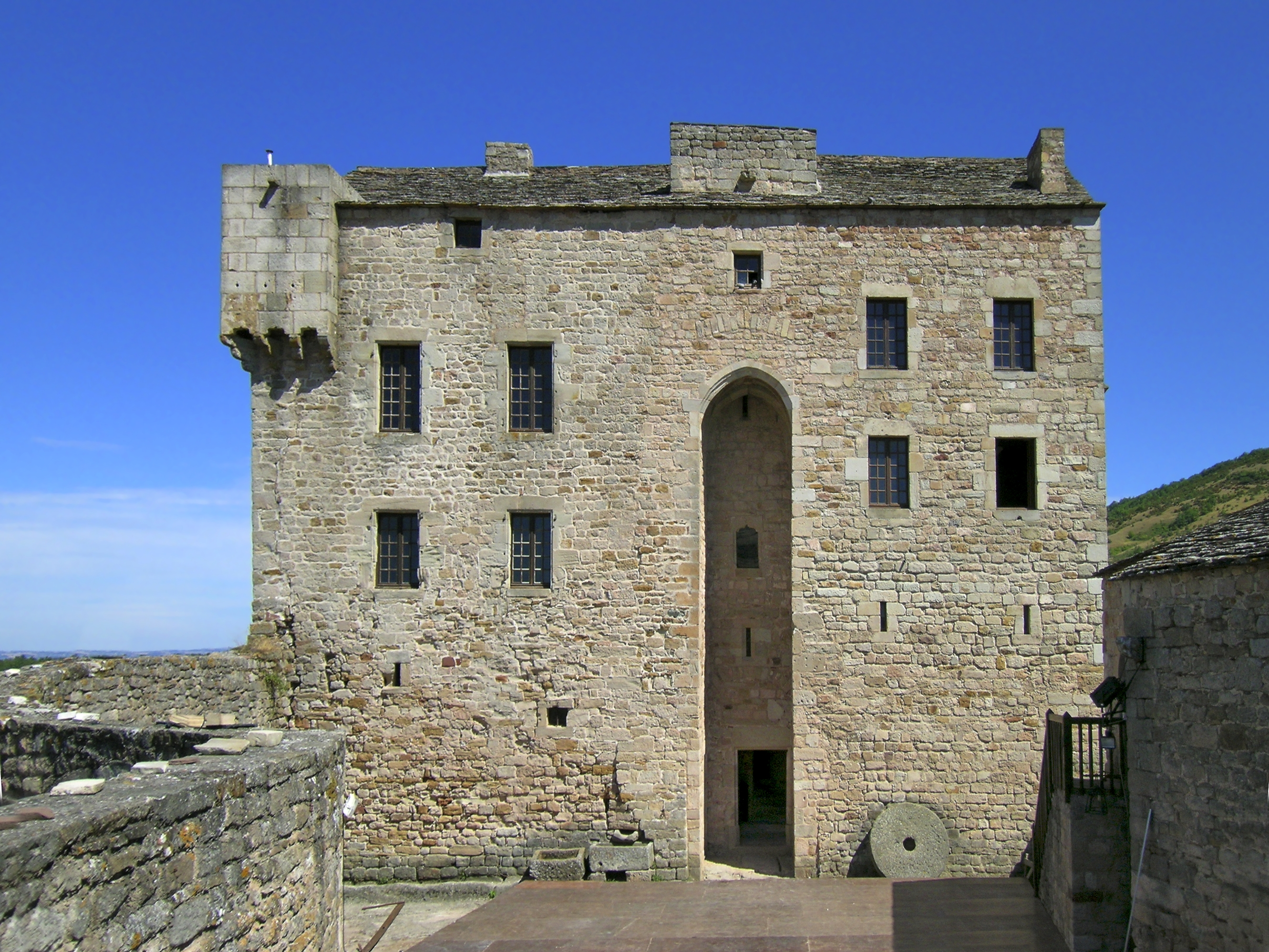
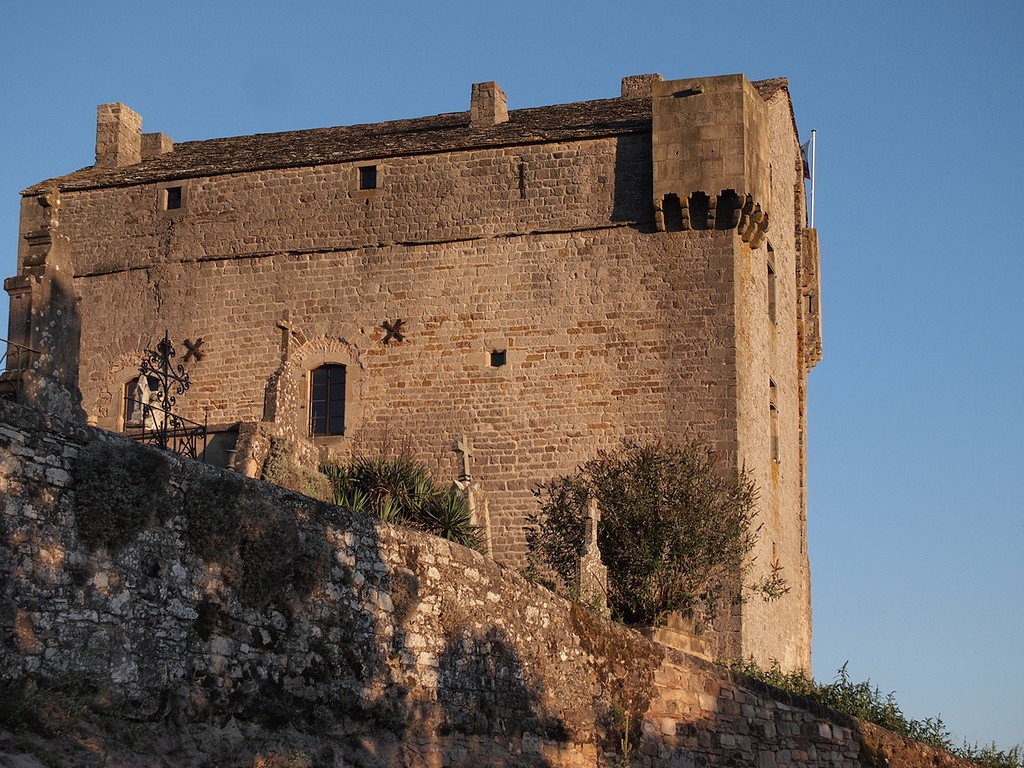
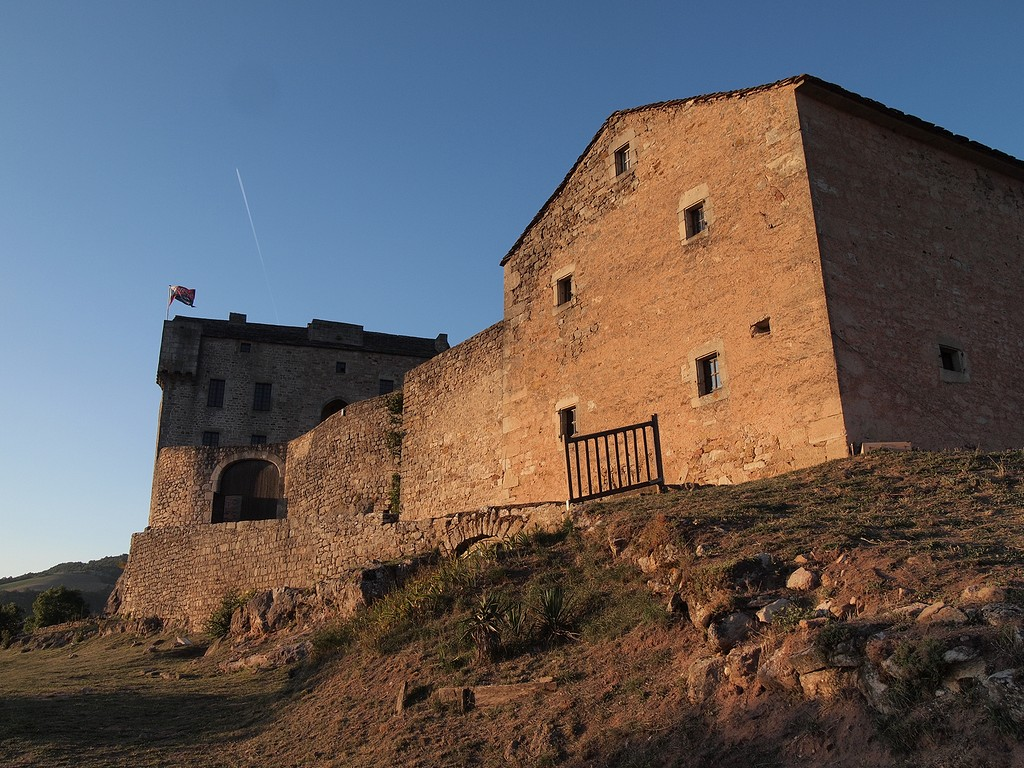

Inscrit MH (1987)

### Château de Gissac

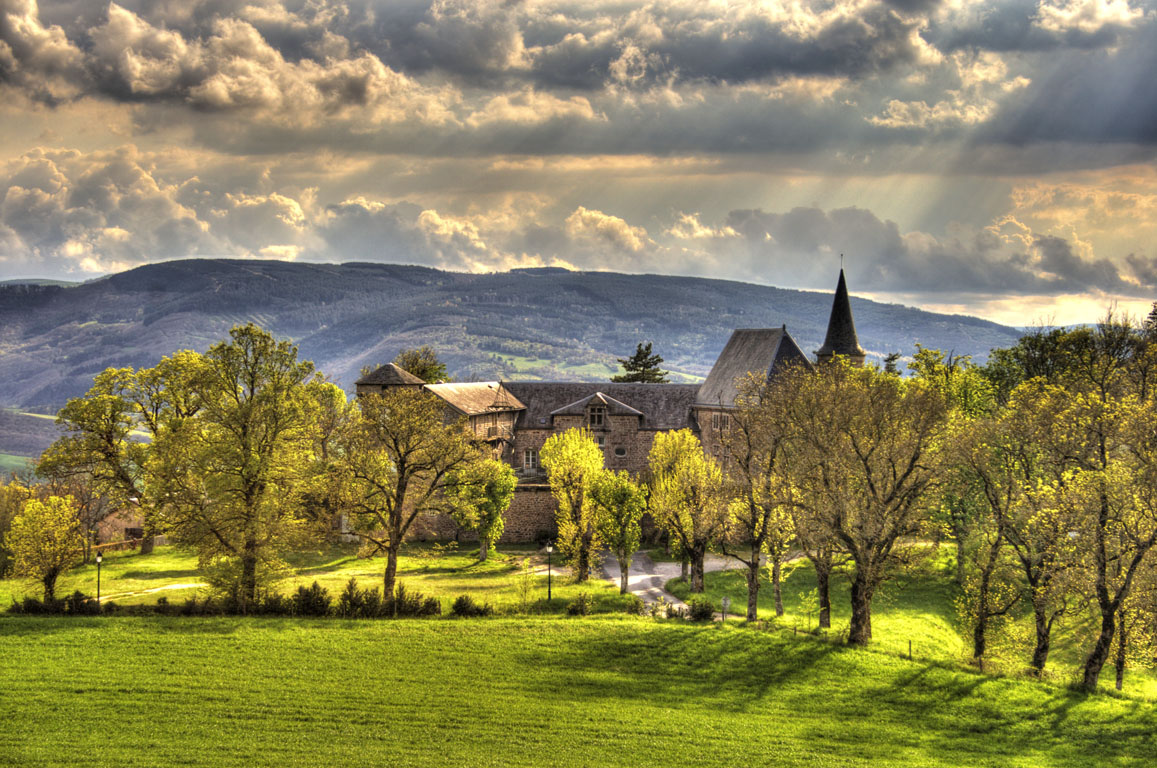

Ce château date du XIIIe siècle.

### Divers
- Église Saint-Jean-Baptiste de Gissac.
- Chapelle Sainte-Marie-Madeleine de Montaigu.
- Vestiges gallo-romains (sarcophages, autel de Saint-Étienne).

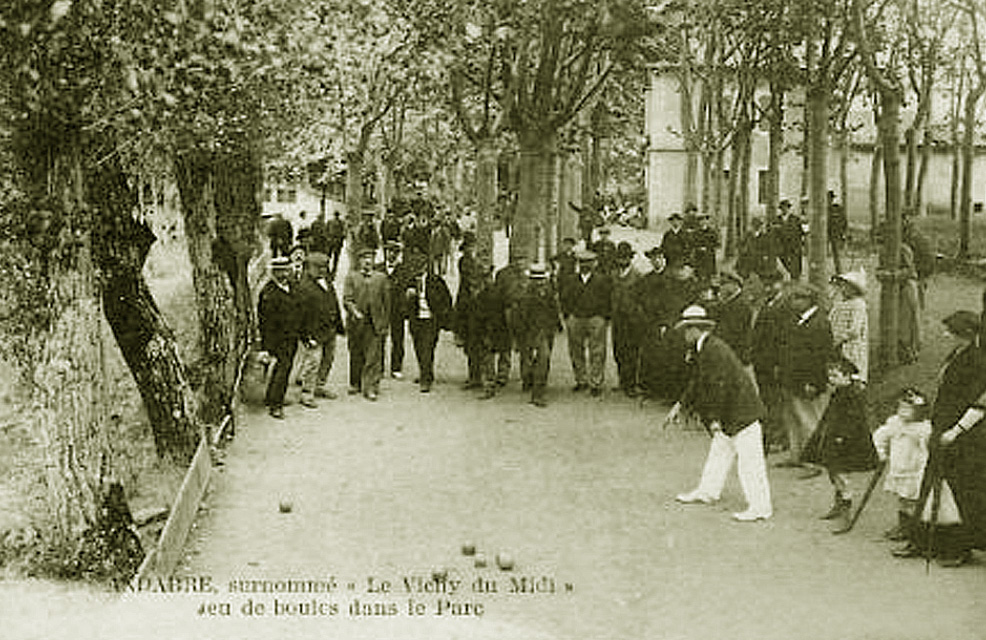
Andabre au début du XXe siècle.

- Source minérale à Andabre.
- Anciennes mines de gypse.

- Andabre
au début du XXe siècle.

### Personnalités liées à la commune
Renè Coty y a été mis en résidence en 1942.